# Euroscaptor parvidens
Euroscaptor parvidens är en däggdjursart som först beskrevs av Miller 1940.  Euroscaptor parvidens ingår i släktet Euroscaptor och familjen mullvadsdjur. IUCN kategoriserar arten globalt som otillräckligt studerad. Inga underarter finns listade.
Detta mullvadsdjur är känd från olika områden i Vietnam och södra Kina (Yunnan). En individ hittades i skogen vid 800 meter höjd. Fler observationer behövs för att fastställa artens levnadssätt.